# Nationalpark Veluwezoom
Der Nationalpark Veluwezoom ist ein ca. 5000 Hektar großes Naturgebiet in der niederländischen Provinz Gelderland. Er liegt innerhalb der Veluwe, des größten zusammenhängenden Waldgebiets der Niederlande, das in seiner Gesamtheit Eigentum der Vereniging Natuurmonumenten ist. Der Park wurde bereits 1930 eröffnet und ist damit der älteste Nationalpark in den Niederlanden.
Das Gebiet besteht größtenteils aus abwechslungsreichem Wald, Heide sowie einigen Sandverwehungen. Im südlichen, meist hügeligen Teil des Parks liegen mehrere Landgüter wie Heuven und Beekhuizen. Im Zentrum des Parks befindet sich der rund 90 Meter hohe Aussichtspunkt Posbank. Das Naturgebiet erstreckt sich über die Gemeinden Arnhem, Rheden und Rozendaal.

## Geschichte
Als sich das Klima nach dem Ende der letzten Kaltzeit erwärmte, wurde das Gebiet im Laufe der Zeit mit Laubwald bedeckt.
Nach der Besiedelung durch die ersten Menschen wurde über die Jahrhunderte der größte Teil des Waldes gerodet oder durch übermäßige Beweidung durch Schafe und Rinder verdrängt. Hierdurch entstanden ausgedehnte Heidegebiete, wie das Herikhuizerveld und die Rheder- und Worthrhederheide. Im Mittelalter verschwand an einigen Orten jegliche Vegetation und es entstanden Sandverwehungen wie der Rozendaalse Zand oder der Rheder- und Worthrhederzand. Lediglich einige alte Niederwaldgebiete blieben die ganze Zeit mit Wald bedeckt.
Nach dem Mittelalter wurden in den fruchtbaren Gebieten am Südrand des heutigen Nationalparks diverse Landgüter mit Parks und Parkwäldern erbaut. Im 19. Jahrhundert wurde damit begonnen, die Heideflächen und Sandverwehungen mit Bäumen zu bepflanzen, wodurch ausgedehnte Kiefernwälder im nördlichen Teil des Nationalparks entstanden.
Im Jahr 1911 wurden das Waldgebiet Hagenau mit dem darin gelegenen Carolinahof der erste Ankauf durch die Vereniging Natuurmonumenten in dem Gebiet, gefolgt von weiteren Wäldern und Heideflächen in der Umgebung. 1930 wurden die Flächen zum ersten Nationalpark der Niederlande ausgerufen. Bis heute wurde das Naturgebiet soweit möglich durch weitere Ankäufe von Flächen ausgedehnt.

## Geologie
Der Untergrund des Gebiets wurde maßgeblich durch die letzten beiden Glaziale geformt. Während der vorletzten Kaltzeit, des Saale-Glazials, wurden die vorliegenden überwiegend sandigen Lockergesteine durch die Gletscher, die aus Skandinavien in die heutigen Niederlande eindrangen, infolge quasistationärer Eisrandlagen als Endmoränenzüge abgelagert. Diese Hügel, wie der Zijpenberg und der Posbank, sind heute typisch für das Gebiet. Der höchste Punkt ist das ca. 110 Meter hohe Signaal Imbosch, das nördlich des Zijpenbergs in einem Wald liegt.
Als die Gletscher am Ende des Saale-Glazials schmolzen, wurden durch das Schmelzwasser tiefe Senken ausgewaschen, die in dem Gebiet rund um den Posbank noch gut zu sehen sind. Während der letzten Kaltzeit, des Weichsel-Glazials, drangen die Gletscher nicht bis in die Niederlande vor, jedoch wurden durch den Wind Sand und Staub in die damals kahle Landschaft getragen. Auf der Leeseite der Eisrandlagen lagerte sich der feine Staub ab, der heute in den Senken im Süden des Gebiets eine Schicht fruchtbaren Lössbodens bildet.

## Flora und Fauna
Die Flora des Parks ist hauptsächlich bedingt durch die vorliegenden Böden und die Bewirtschaftung des Gebiets in der Vergangenheit. Auf den Heidefeldern wachsen Besenheide, Glocken-Heide, Stechginster und Besenginster. In den alten Wäldern wie ‘t Asselt und Onzalige Bossen wächst Adlerfarn unter Stieleichen und Birken. Auf den nährstoffarmen Sandböden im Imbosch-Gebiet ist der Waldboden meist bedeckt mit Heidel- und Preiselbeeren, während sich unter den Kiefern des Eerbeeksche Veld und der Schaddevelden Heidelbeeren mit Draht-Schmielen abwechseln. In den Wäldern auf den reicheren Lössböden im Süden und Osten des Parks wachsen Rotbuchen, Eichen und nicht einheimische Baumarten wie Gemeine Fichte, Lärche, Gewöhnliche Douglasie und Edelkastanie, wobei die Bäume Höhen von bis zu 40 Metern erreichen können. Unter den hier häufig vorkommenden Buchenwäldern und Buchenalleen ist der Boden häufig völlig ohne jede Vegetation. In der Senke des Beekhuizener Bachs kommen außerdem einige besondere, charakteristische Pflanzen wie das Gegenblättrige Milzkraut vor.
An den kargsten Stellen der Veluwe wurde die Vegetationsdecke oft leicht abgetragen und es entstanden hier und da ausgedehnte Sandverwehungen mit einer ganz eigenen Flora und (Insekten-)Fauna. Davon ist im Veluwezoom lediglich der kleine Rozendaalse Zand übrig. Im Jahr 2009 wurden hier 17 Hektar Wald gefällt, um den Wind wieder freier wehen zu lassen.
Im Nationalpark leben einige große Säugetiere wie Rothirsch, Damhirsch, Reh und Wildschwein. Des Weiteren kommen Raubtiere wie Fuchs, Dachs, Hermelin und der seltene Baummarder vor. Die meisten für Wälder und Heidegebiete in der Region typischen Vogelarten sind reichlich vertreten. Auch seltenere Arten wie Eisvogel, Baumfalke, Wespenbussard, Kolkrabe, Ziegenmelker, Schwarzkehlchen, Feldlerche, Grün- und Schwarzspecht können beobachtet werden. Im Winter kommt auch der Nördliche Raubwürger vor.
Sechs der sieben in den Niederlanden einheimischen Reptilienarten können im Nationalpark gefunden werden: Kreuzotter, Schlingnatter, Ringelnatter, Blindschleiche, Zauneidechse sowie die Waldeidechse.

## Verwaltung

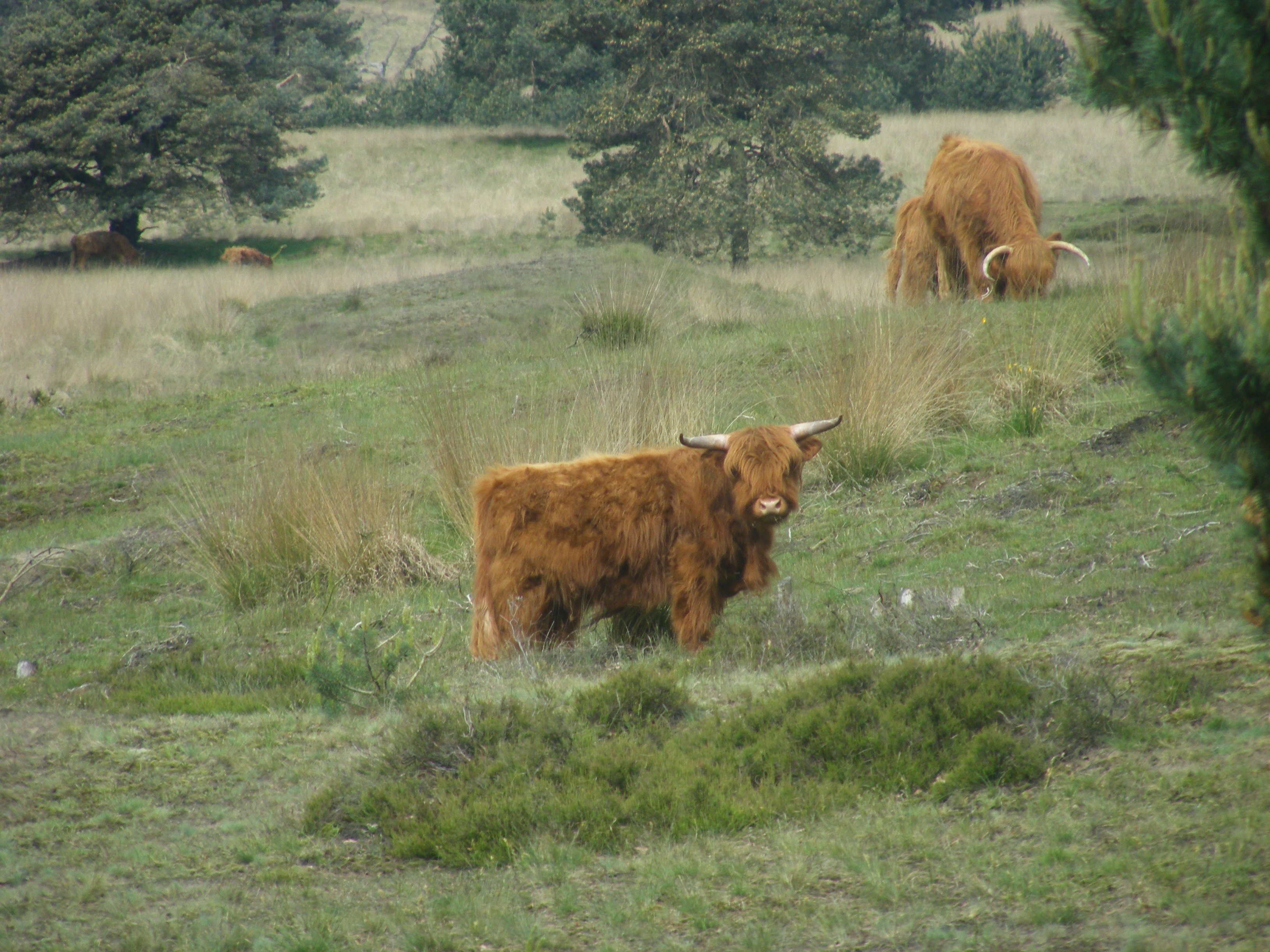
Schottische Hochlandrinder im Veluwezoom

Bis Mitte der 1980er Jahre wurde der Nationalpark auf traditionelle, intensive Art bewirtschaftet, wobei der Holzproduktion und Jagdaktivitäten eine besondere Position zukam. Seitdem ist die Verwaltung des Parks wesentlich auf die natürliche Entwicklung ausgerichtet worden. Nicht einheimische Pflanzenarten wurden zum größten Teil entfernt. Die Parkverwaltung verfolgt nun vorrangig eine Strategie der Nichteinmischung in natürliche Prozesse: Bäume und Pflanzen können sich auf natürliche Weise aussähen, umgefallene Bäume werden nicht geräumt. Auch tote Tiere werden nicht entfernt und können so zu einem Teil der Nahrungskette werden. Durch diese Maßnahmen hat die Anzahl an Aasfressern und anderen Organismen, die sich von toten Tieren und Pflanzen ernähren, deutlich zugenommen. Des Weiteren wurden große Grasfresser eingeführt, die durch das Fressen an Bäumen und Sträuchern für eine abwechslungsreiche Vegetation und den Erhalt offener Flächen im Nationalpark sorgen. Im größeren, nördlichen Teil des Gebiets sind dies Schottische Hochlandrinder, während im südlichen Teil Islandpferde diese Funktion übernehmen. Auf den meisten früheren Ackerbaugebieten, etwa in der Nähe von Terlet, Groenendaal oder Herikhuizen, wurde die landwirtschaftliche Nutzung mittlerweile eingestellt.
Der südliche Teil des Nationalparks wird insgesamt intensiver bewirtschaftet. Die dortigen Heideflächen werden zum Beispiel durch das Stechen von Plaggen und das Entfernen von Bäumen als halbnatürliche Landschaft erhalten.
Die intensivste Bewirtschaftung findet auf den Landgütern entlang des südlichen Rands des Nationalparks statt. Die Instandhaltung der kulturhistorisch bedeutenden Güter, wie etwa der vorhandenen Parkanlagen mit ihren Alleen, Gewässern und Gruppen nicht einheimischer Bäume, nimmt hier einen wichtigen Stellenwert ein.
Durch den Park strömen an diversen Stellen künstliche, von Hand gegrabene Bäche, sogenannte „Sprengen“, die bis zum Aufkommen der Dampfmaschine Windmühlen in Bewegung brachten. Eine Anzahl verfallener Sprengen wurde mittlerweile restauriert.

## Tourismus und Erholung
Seit sich etwa um 1900 die Wertschätzung von Natur und Landschaft durch die Bevölkerung zu steigern begann, nutzten immer mehr Touristen die Gegend zum Wandern. Zu Beginn waren dies vor allem wohlhabende Bewohner aus dem Westen des Landes, die während des Sommers oft mehrere Monate in den umliegenden Dörfern verbrachten. Im Laufe des 20. Jahrhunderts zog das Gebiet immer mehr Menschen aus dem ganzen Land und aus weiten Teilen der Bevölkerung an. Der Posbank erlangte in dieser Zeit nationale Berühmtheit als Ziel vieler Tagesausflüge.
Der Nationalpark bietet sich dank seines ausgedehnten Wegenetzes zum Wandern, Radfahren und Reiten an. In der Umgebung wurden mehrere Wander-, Rad- und Reitwege angelegt, darunter auch eine Route speziell für Mountainbikes.
Am südlichen Rand des Parks, in der Nähe des Dorfs Rheden, befindet sich das Besucherzentrum Veluwezoom, von dem aus verschiedene Routen in den Park führen. Im Zentrum des Nationalparks befinden sich zwei gastronomische Einrichtungen: das Teehaus Paviljoen de Posbank und das Café  Carolinahoeve.
Im Nationalpark wurden zwei Hütten zur Beobachtung von Wildtieren gebaut: eine am Rande der ehemaligen landwirtschaftlichen Enklave Herikhuizen, von wo aus man die Ruinen eines ehemaligen Bauernhofes sehen kann; die andere auf dem Elsberg, von dem aus man einen weiten Blick über die Rheder- und Worthrederheide und die umliegenden Wälder hat. Im Herbst kommen viele Besucher hierher, um die Brunft der Rothirsche zu beobachten.

## Galerie

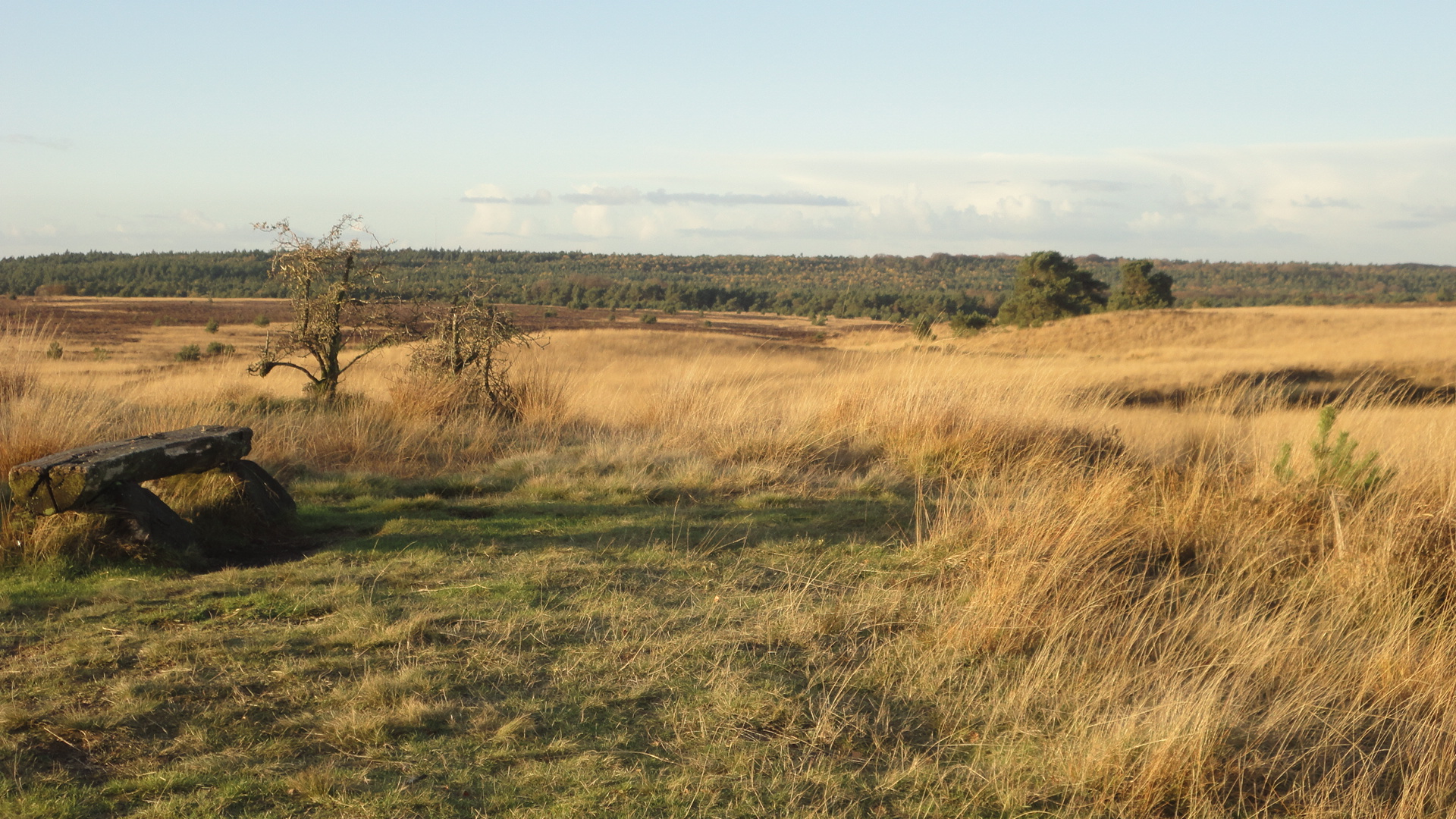
Typische Heidelandschaft
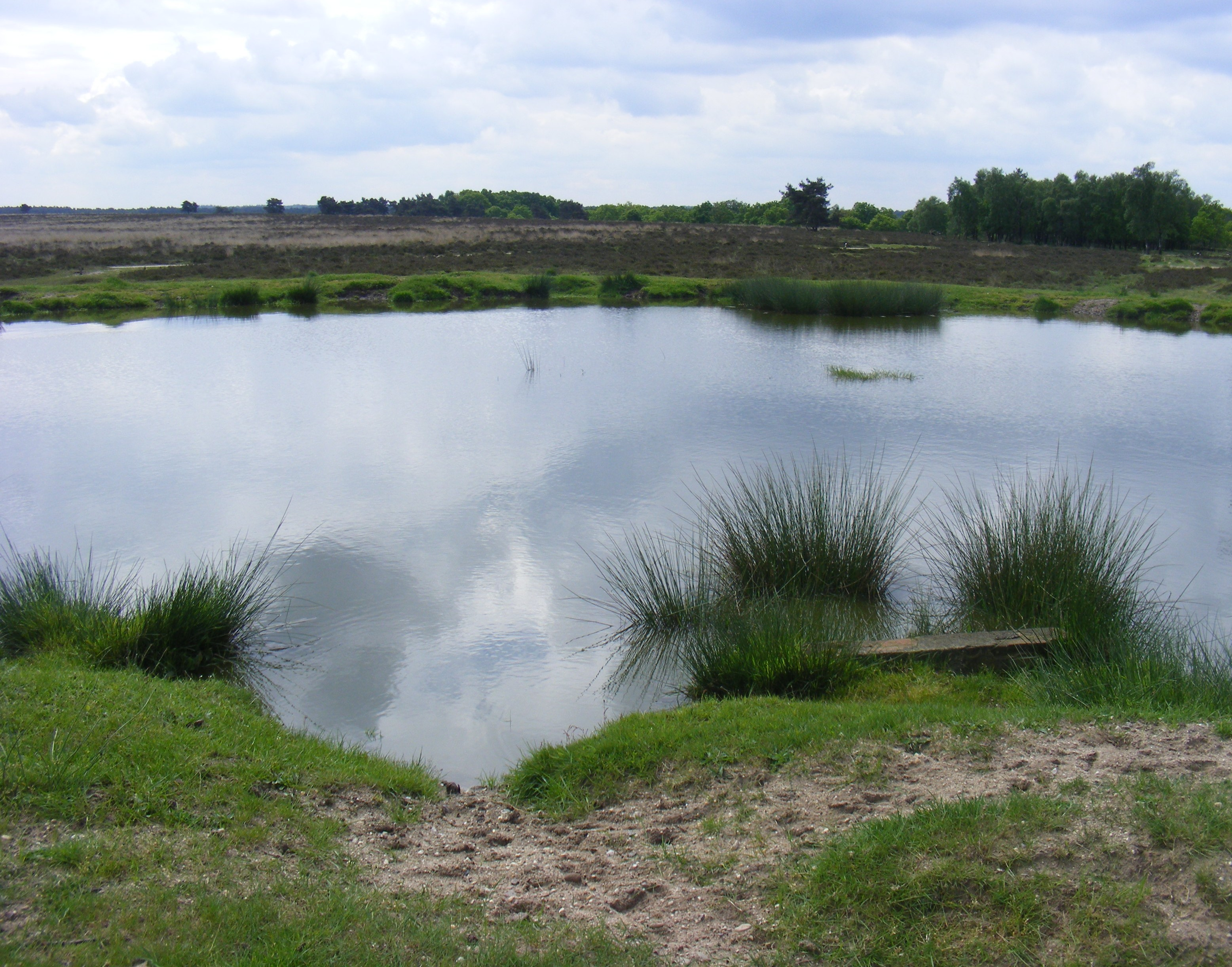
Kleiner See im Parkgebiet
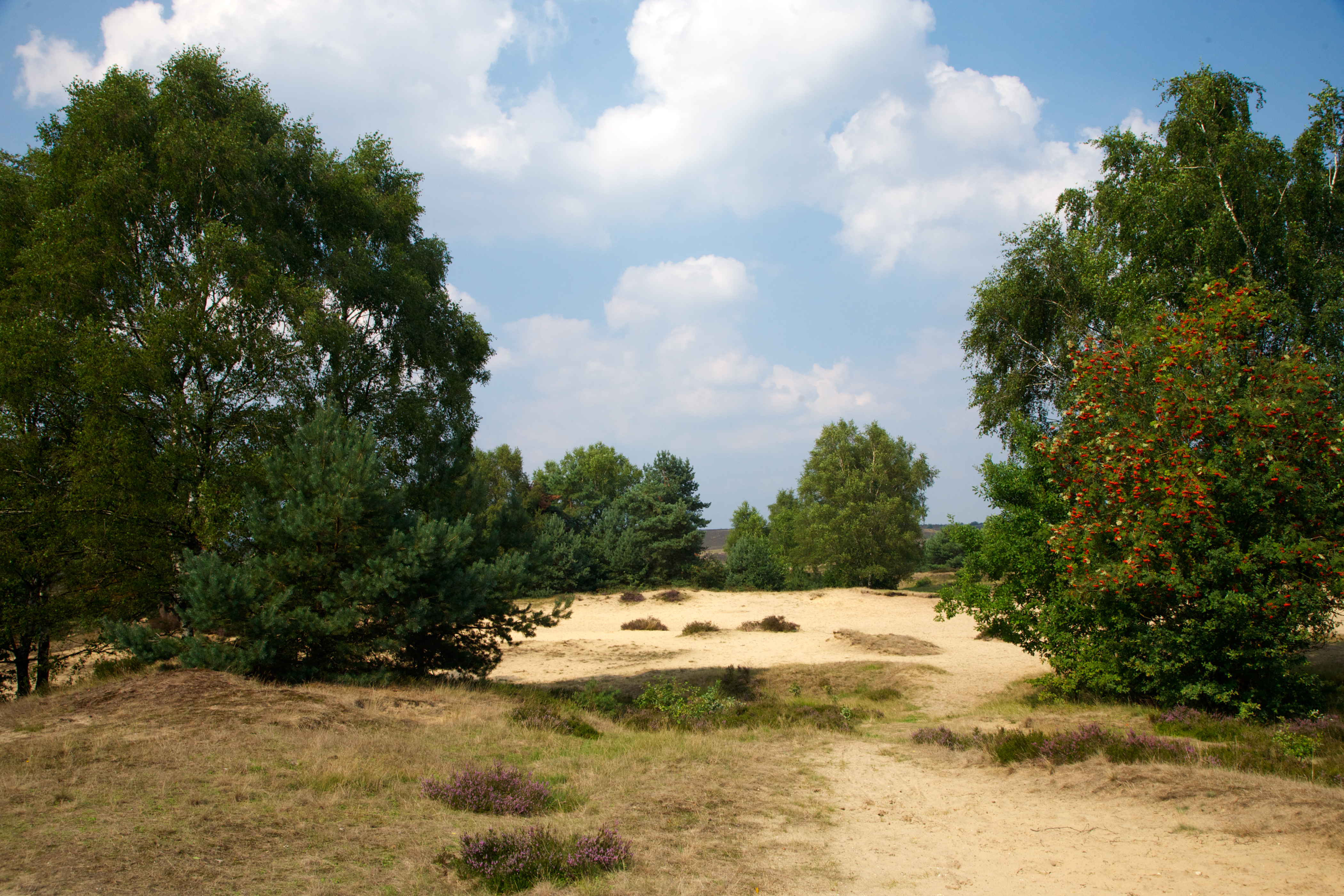
Sandverwehung in der Roosendaalse Heide
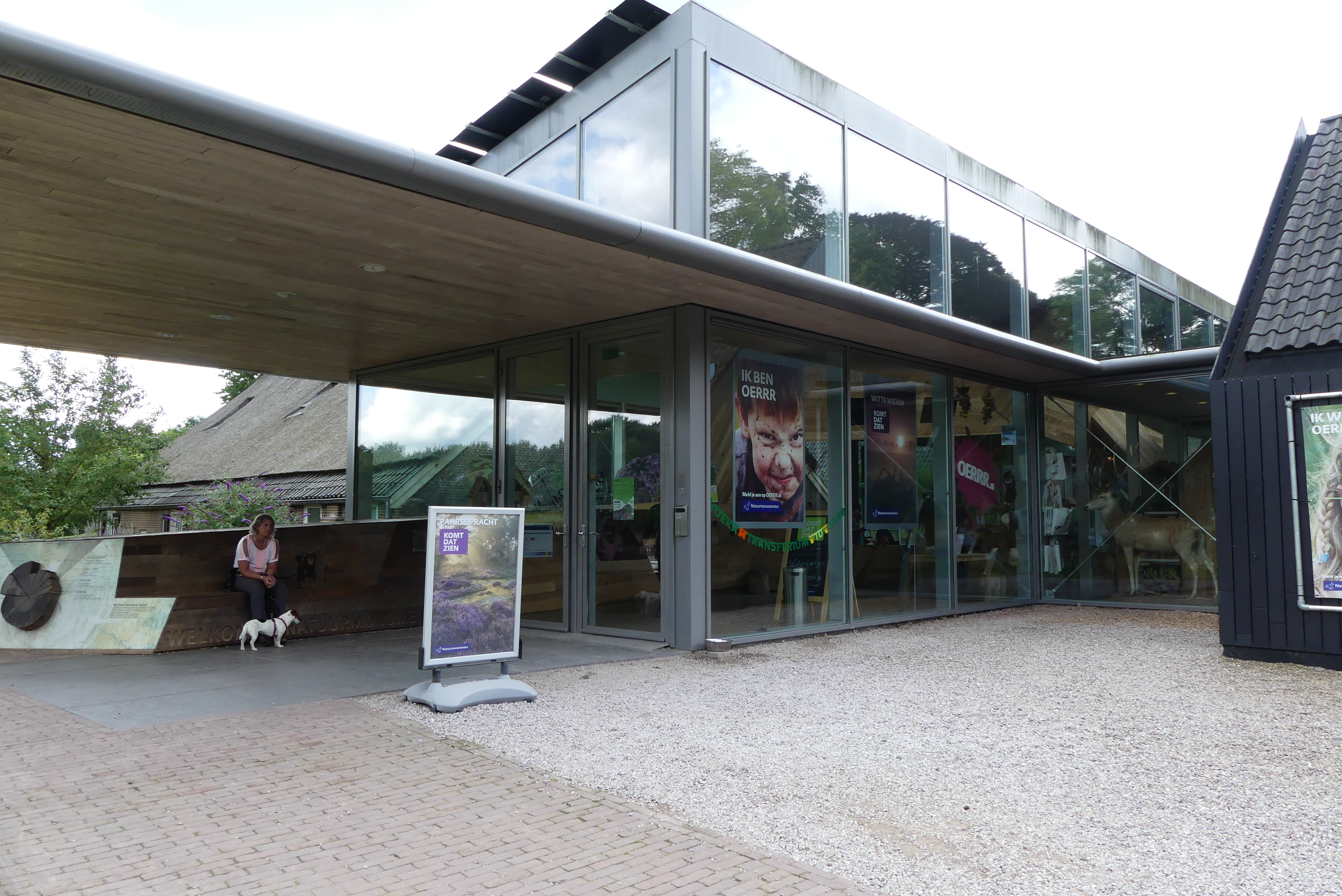
Das Besucherzentrum Veluwezoom
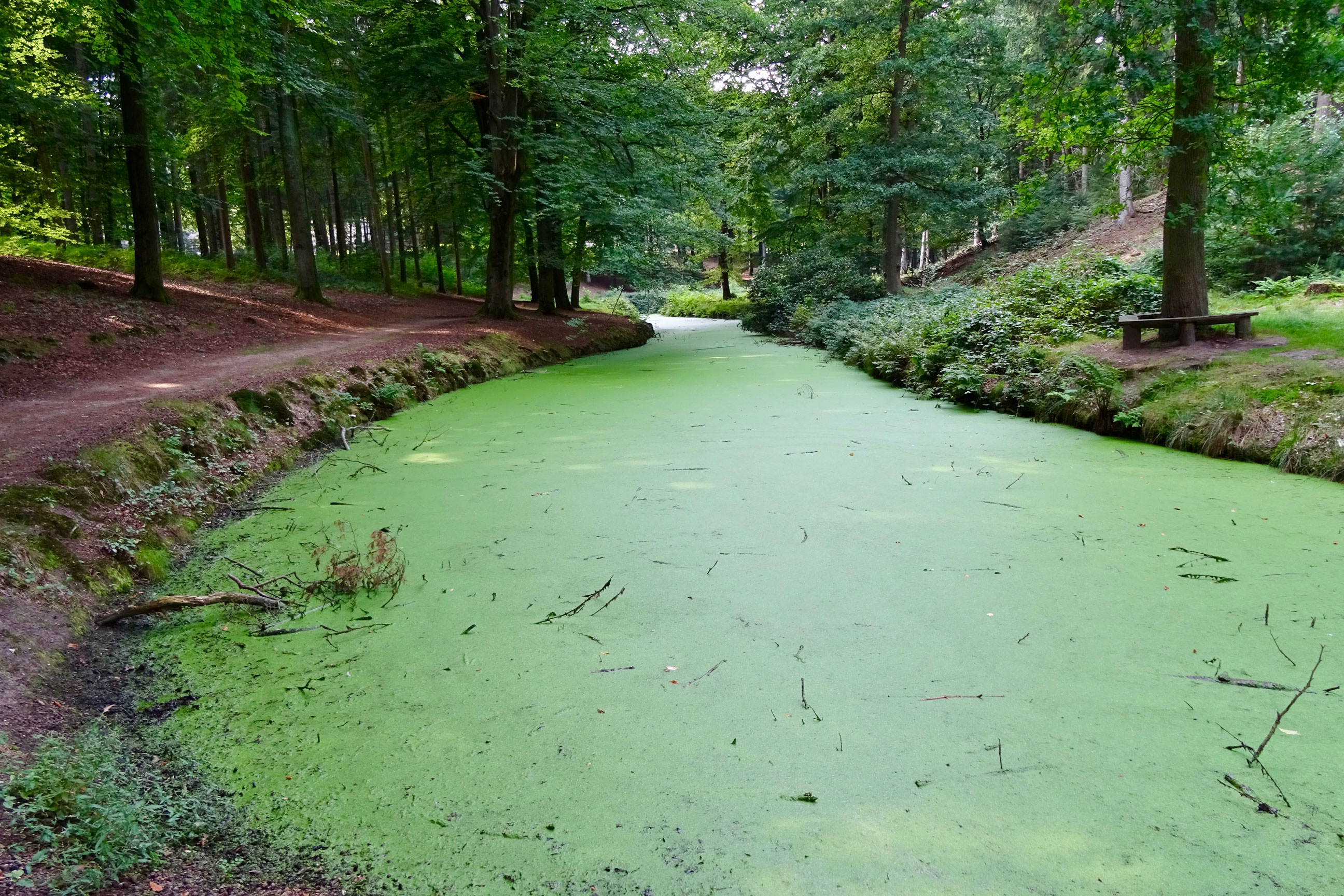
Künstlich angelegter Bachlauf (Sprenge)